# Wakō
Pour les articles homonymes, voir Wako.

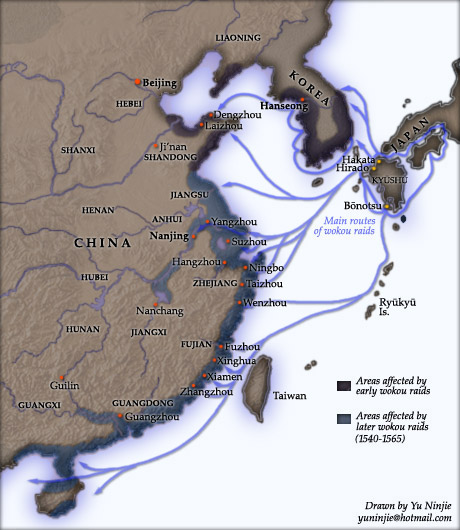
Raids des wakō sur la Chine et la Corée au XVIe siècle.

Les wakō (倭寇), chinois : 倭寇 ; pinyin : wōkòu ; litt. « bandit japonais » et coréen : 왜구 waegu hanja : 倭寇) sont des pirates qui pillent les côtes chinoises et coréennes du XIIIe siècle au XVIe siècle,.
Les équipages des wakō sont composés de marins provenant de diverses ethnies d'origines est-asiatique, et non pas seulement japonais, qui varient au fil du temps. Ils attaquent le continent à partir des îles de la mer du Japon et de la mer de Chine orientale. L'activité des wakō en Corée décline après le Traité de Gyehae (Traité de Kakitsu, 嘉吉条約) en 1443, mais continue sur les côtes de la Chine des Ming et culmine lors des raids des wakō de Jiajing, au milieu du XVIe siècle. Les représailles chinoises et la forte répression des pirates par les autorités japonaises aboutissent à la disparition des wakō au XVIIe siècle.

## Histoire

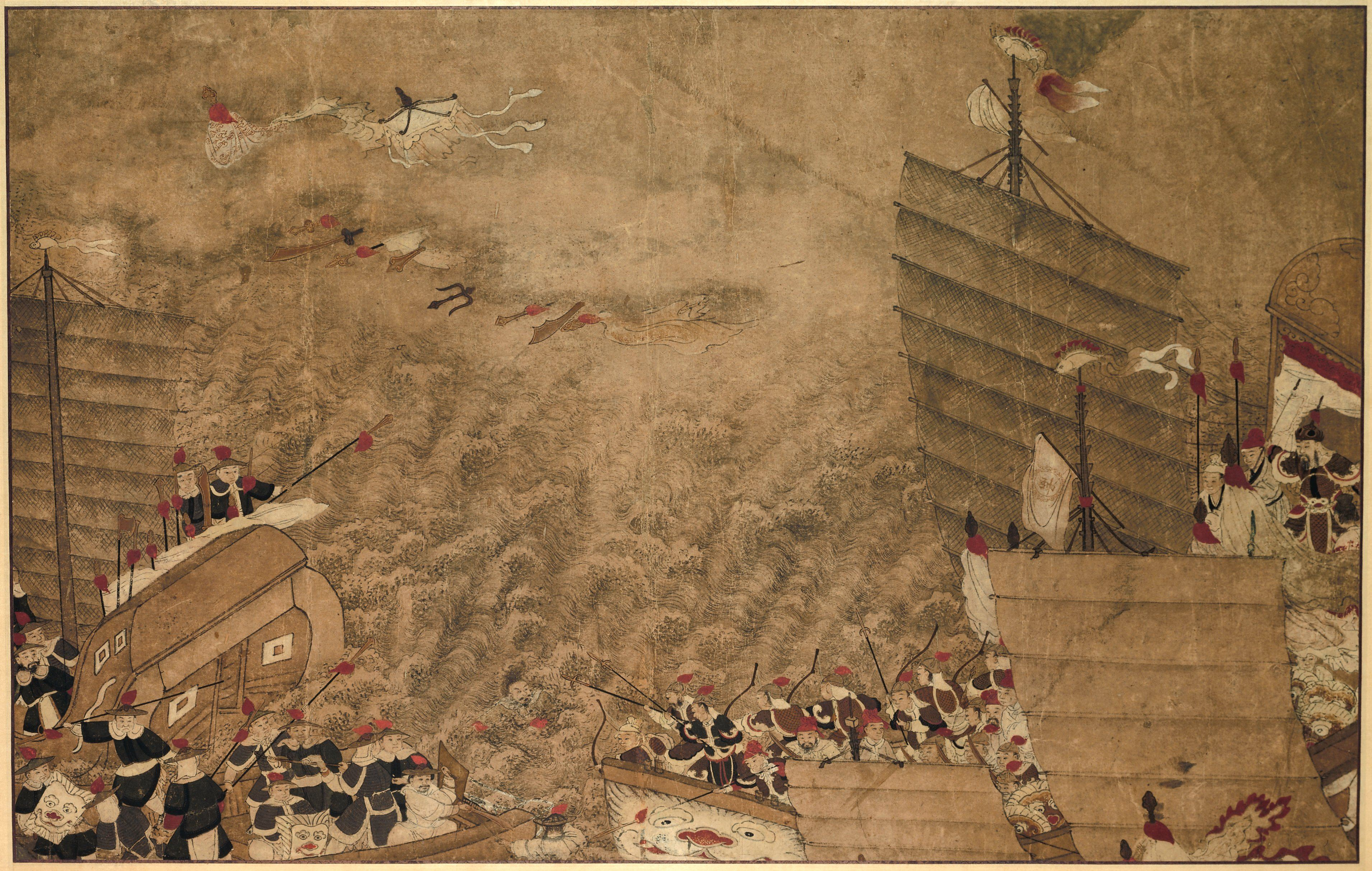
Une peinture chinoise du XVIIIe siècle représentant une bataille navale entre des pirates wakō et des marins chinois

On peut découper la périodes des raids wakō en deux époques distinctes. Les premiers wakō viennent principalement des îles situées en marge de l'archipel japonais, dans la mer du Japon, contrairement à ceux du XVIe siècle, qui sont pour la plupart non japonais. Les premiers wakō lancent des raids contre les Japonais ainsi que les Chinois et les Coréens.
La première utilisation connue du terme wakō (倭寇) est sur la Stèle de Kwanggaet'o, érigée en 414 pour célébrer les exploits du roi Kwanggaet'o, dit le Grand (374-413), dix-neuvième roi du Koguryo. Selon le texte gravé sur cette stèle, les «wakō» ont traversé la mer et ont été vaincus par le roi en 404. La stèle se trouve aujourd'hui sur le territoire de l'actuelle ville-préfecture de Ji'an, Jilin, en Chine.
Ce terme wakō est une combinaison du mot Wa (倭) désignant la confédération des états qui existaient aux archipels du Japon dans la période préhistorique (voir les articles Pays des Wa et Wajin), et Kō (寇) "invasion".

### Première vague des raids wakō

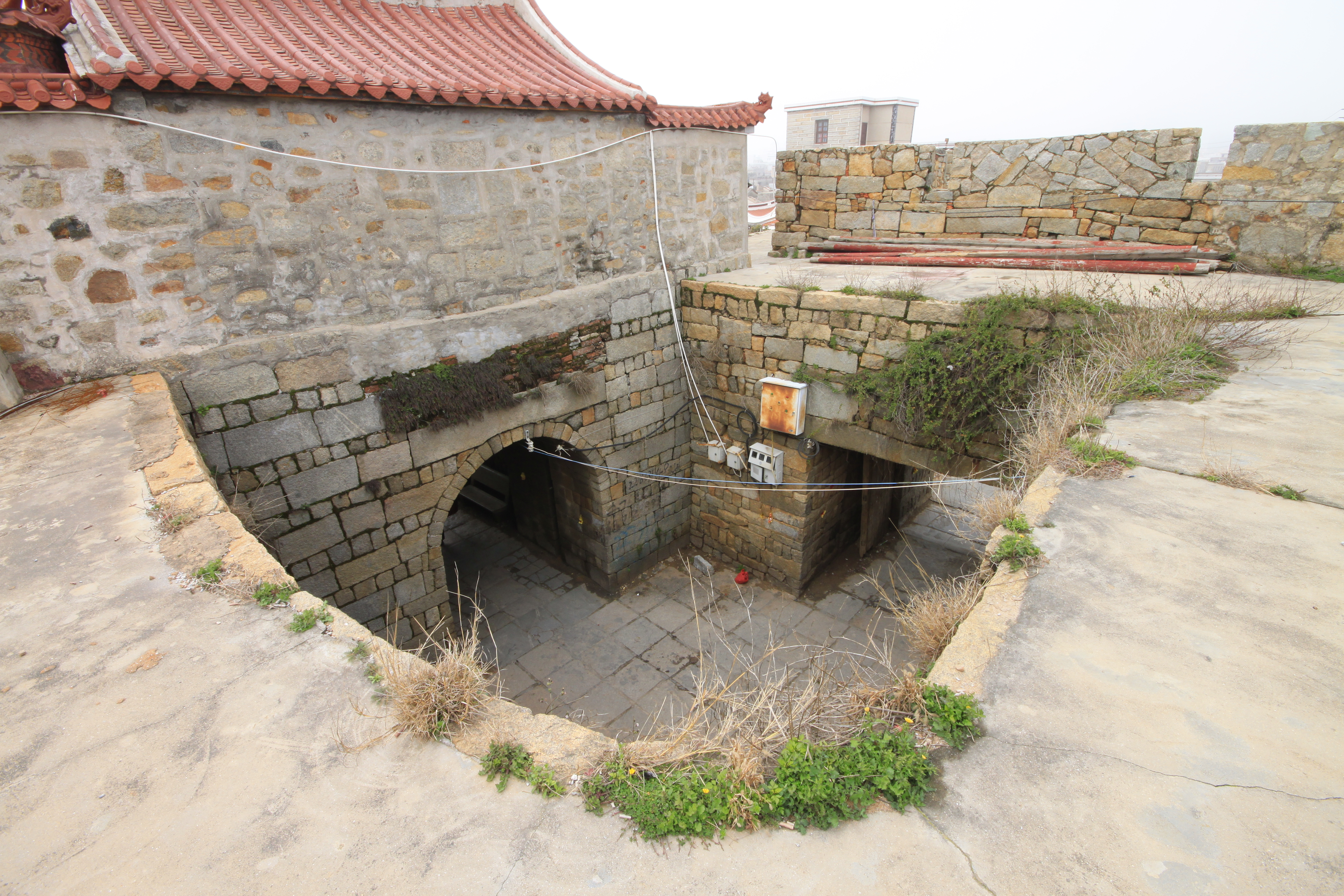
L'une des portes de la forteresse de Chongwu sur la côte du Fujian (construite à l'origine vers 1384)

Si l'origine du terme wakō remonte au Ve siècle, la période d'intense activité des raids commence au XIIe et connaît un essor important dans la seconde moitié du XIVe siècle. Les pirates actifs lors de la première vague de raids, les « premiers wakō », sont directement lés aux tentatives d'invasions mongoles du Japon. Une fois tout risque d'invasion écarté, les défenses côtière de la Chine et de la Corée sont considérablement réduites et les habitants des îles de Tsushima, Iki et Gotō, à Kyushu, perdent les revenus liés à la présence militaire et souffrent d'une pauvreté extrême. C'est pour ces raisons que les wakō intensifient progressivement leurs pillages sur les côtes chinoises et coréennes,. Les dirigeants de la dynastie Goryeo réagissent en envoyant Jeong Mong-ju au Japon pour régler le problème. Pendant la visite de l'envoyé coréen, le gouverneur de Kyushu, Imagawa Sadayo attaque et vainc les wakō, avant de renvoyer en Corées les biens et personnes capturés lors des raids de ces derniers,. En 1405, Ashikaga Yoshimitsu envoye en Chine 20 pirates capturés par ses hommes. Les autorités Chinoises les exécutent a Ningbo, en les faisant bouillir dans un chaudron.
Selon les archives coréennes, les wâkō sont particulièrement actifs à partir de la décennie 1350. Après avoir attaqué de manière quasi-annuelle les provinces méridionales de Jeolla et de Gyeongsang, ils déplacent leurs attaques vers le nord et s'en prennent aux régions de Chungcheong et de Gyeonggi. On trouve dans le Goryeo-sa le récit de batailles navales se déroulant en 1380, date à laquelle une centaine de navires de guerre sont envoyés à Jinpo pour y mettre en déroute les pirates japonais. Au terme de l'expédition, 334 captifs sont libérés. Par la suite, le nombre d'attaques de wâkō diminue. Une des clefs de cette victoire contre les wâkō est l'utilisation par les coréens d'armes à feu, une technologie que ne maîtrisent pas les pirates, à la suite de la fondation par le Goryeo du Bureau des armes à poudre en 1377. Ce bureau est fermé douze ans plus tard:pp. 82–86.
En 1419, l'armée coréenne débarque à Tsushima et lance l'invasion Ōei, la plus importante de toutes les opérations anti-wâkō. Le 19 juin 1419, la flotte du général Yi Jongmu, composée de 227 navires transportant 17 285 soldats, part de l'île de Geoje en direction de Tsushima . Selon le récit de l'expédition que l'on trouve dans les Annales de la dynastie Joseon, un livre d'histoire coréen, le 20 juin, l'armée coréenne capture 129 navires wâkō, brûle 1 939 maisons, tue 114 personnes, en capture 21 et libère 131 Chinois capturés par les wâkō. Le 29 juin, les troupes coréenes incendient 15 navires wâkō et 68 maisons, tuent 9 personnes et libèrent 15 prisonniers, dont des Chinois et des Coréens. Par contre plus de 100 soldats sont tués par les wâkō. Le 3 juillet, l'armée coréenne se retire sur l'île de Geoje, et finit par se replier complètement, renonçant à occuper Tsushima en raison des pertes subies et de la dégradation des conditions météorologiques. Dans l'entrée du 10 juillet des Annales, le nombre de soldats tués par les wâkō est rectifié à 180. En revanche, selon les sources rédigées par le clan Sō, les dirigeants de Tsuchima, les Coréens ont perdu en tout 2 500 soldats,.
Un traité est négocié entre le Joseon et le clan Sō le 29 septembre 1419. Le gouvernement du Joseon décide d'accorder au clan Sō des privilèges commerciaux limités et un accès à trois ports coréens, sous condition que les Sō contrôlent les wâkō et mettent un terme aux raids de ces derniers. Le 6e jour du 7e mois de 1422, un émissaire du clan demande la libération des prisonniers de guerre japonais capturés par les forces coréennes. Il offre des tributs de cuivre et de soufre en retour. Le 20e jour du 12e mois de 1422, tous les prisonniers de guerre japonais sont libérés. En 1443, Sō Sadamori, daimyo de Tsushima, propose le traité de Gyehae (en) qui fixe le nombre de navires de commerce de Tsushima vers la Corée et octroie au clan Sō le monopole du commerce avec la Corée des Joseon.
À la suite de ces traités, les activités des wâkō le long des côtes de la péninsule coréenne diminuent fortement. Certains des forts côtiers construits durant cette période pour contrer les raids des wâkō existent encore dans les provinces du Zhejiang et du Fujian. Parmi ces forts, on trouve la forteresse de Pucheng, située dans le Xian de Cangnan, Zhejiang, et la forteresse de Chongwu, située dans le Xian de Hui'an, Fujian, qui ont toutes deux été bien restaurées. Il y a aussi les ruines de la forteresse de Liu'ao dans la péninsule de Liu'ao, Fujian.

### Seconde vague et déclin

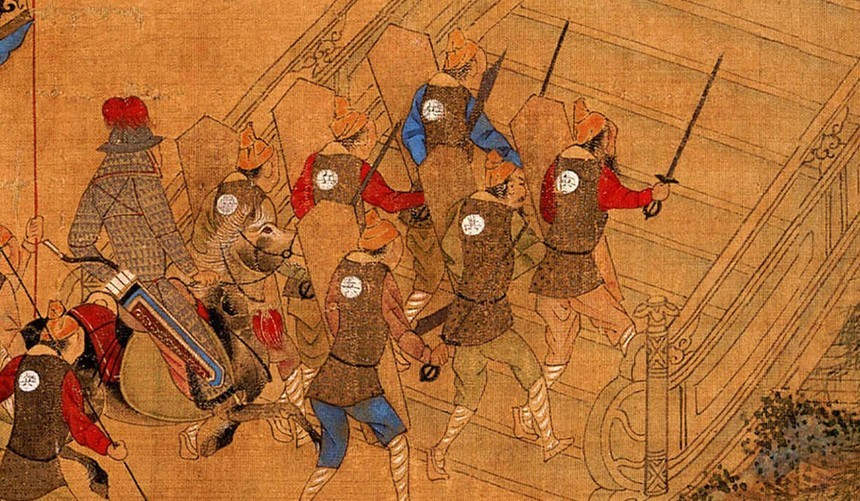
Soldats des troupes anti-Wakõ de la dynastie Ming, équipés d'épées et de bouclier

Une seconde vague de raids de wakō a lieu au XVIe siècle, visant cette fois-ci plus spécifiquement les côtes Chinoises. Leurs activités atteignent leur paroxysme vers les années 1550, du fait de l'intensification de la guerre civile japonaise entre les daimyos (voir la période de Sengoku). À cette époque se constituent ainsi de puissantes flottes wakō, capables de piller régulièrement des villes comme Ningpo et Shanghai, et de remonter le cours du Yangtsé. Elles finissent même par se retrouver en Thaïlande, en Birmanie et en Inde.
Mais les wakō servent aussi des intérêts politiques et commerciaux. En effet, à cette époque, il n'est pas rare que l'on fasse appel à eux pour régler des différends entre daimyos ; surtout, lorsque les Chinois résilient les privilèges commerciaux des Japonais, ces derniers, pour assurer leurs profits, n'hésitent pas à recourir à la force pour se servir eux-mêmes.
Si à l'origine les wakō sont tous japonais, au cours du XVIe siècle, de plus en plus de membres d'équipage sont d'origine chinoise et coréenne. En effet, selon l'Histoire des Ming, 30 % des wakō du XVIe siècle,  sont japonais et 70 % d'origine chinoise. Selon un mémoire du Censeur Du Zhonglu daté de 1553, les équipages pirates sont composés à 10 % de « barbares », à 20 % de Ryukyuans et pour le reste de Chinois originaires du Fujian et de Ningbo. La conséquence de ce changement de composition des équipages est que le Japon n'est plus la base arrière principale des wakō : l'île de Taïwan (Formose) est une grande base d'opération des pirates jusqu'au XVIIe siècle.
À noter que, pour l'historien sino-américain Ray Huang, même les pirates japonais collaborent fréquemment avec des groupes chinois, au point que des chinois assurent même le commandement d'expéditions, les principaux combattants sont des pirates japonais. Toujours selon Huang, le Japon sert de base aux pirates japonais, et les Japonais fournissent toute l’expertise et l’équipement militaires nécessaires aux pirates.
Une des causes de cette seconde vague de piraterie est une une série d'édits promulgués par les Ming, restreignant ou interdisant les activités commerciales. Ces édits sont à la fois une tentative de centralisation du pouvoir et une application de la pensée dominante de l'époque a la Cour, voulant qu'« un commerce sans restriction conduirait au chaos ». Le commerce maritime étant interdit, la marine chinoise est réduite et, par conséquent, elle se retrouve incapable de lutter contre l'augmentation de la contrebande. Cette faiblesse conduit à la prise de contrôle de la côte sud-est de la Chine par les wakō. Bien que wakō signifie « pirates japonais », les principaux groupes de wakō du XVIe siècle sont dirigés par des commerçants chinois qui ont perdu leur travail à cause des interdictions commerciales des Ming. En raison de l'ampleur de la corruption à la cour Ming, de nombreux responsables chinois entretiennent des relations avec les pirates et tirent des bénéfices de la piraterie, ce qui rend encore plus difficile les tentatives de contrôle des activités des wakō par les autorités centrales.
Parmi les personnalités militaires chinoises impliquées dans la lutte contre les wakō, deux noms ressortent : Qi Jiguang et Yu Dayou. En 1553, Qi Jiguang est encore un jeune homme de 26 ans, quand il est nommé "Commissaire Militaire Régional Adjoint" et est chargé de « punir les bandits et de garder le peuple », ce qui implique de s'attaquer aux wakō qui ravagent la côte est de la Chine des Ming. Avant le début de l’année suivante, il est promu commissaire à part entière dans le Zhejiang, à la suite de ses succès. Quant à Yu Dayou, c'est un général de la dynastie Ming chargé de défendre la côte contre les pirates qui lance en 1559 une grande campagne militaire pour éradiquer ce fléau. Mais malgré leurs efforts, les wakō ne sont jugulés que vers 1567.
Au pic de leur puissance, les wakō, sont même présents aux Philippines. Aparri, située au nord de Luçon, est fondée en tant que cité-État pirate sous le patronage des wakō. La zone située autour d'Aparri est le site des batailles de Cagayan, en 1582, entre les wakō et les soldats espagnols,,,. Les activités des wakō ne se limitent pas à Aparri. Le chef de guerre pirate Limahong tente, sans succès, d’envahir Manille, puis créé un État pirate temporaire à Caboloan (Pangasinan) avant que les Espagnols ne l’expulsent.
Pour améliorer leur lutte contre ces pirates, le cartographe chinois Zheng Ruozeng crée une carte détaillée des côtes chinoises allant de la péninsule du Jiaodong au nord, à l'actuelle province du Guangdong, au sud. Il utilise également les témoignages des victimes des wakō, les prisonniers wakō, et les marchands étant partis à Nagasaki, pour tracer des cartes des côtes du Japon. Il compile cette collection en 1561, sous le nom de Riben tu zuan (日本图纂 / 日本圖纂, Rìběn tú zuǎn, « Compilation de cartes du Japon »).
Toyotomi Hideyoshi joue un grand rôle dans le déclin des wakō, deux des mesure qu'il prend durant son règne ayant une importance particulière contre eux. La première est le katanagari (« chasse à l'épée »), c'est-à-dire la confiscation des armes des opposants potentiels au pouvoir de Hideyoshi, qui a lieu en 1588. Ainsi tous les daimyos dont la loyauté à Hideyoshi est remise en cause peuvent se voir confisquer leurs armes. Cette mesure rend très difficile l'approvisionnement en armes pour les wakō. La deuxième mesure, moins connue, menace tous les daimyos qui aideraient les wakō d'une confiscation de leur han (fief).
L'arrivée des Portugais à Macao joue aussi un rôle contre les wakō. Portugais et Chinois s'entendent en effet pour les éradiquer. Un document de 1564 parlant d'une attaque conjointe entre Chinois et Portugais dans le delta de la Rivière des perles a été retrouvé. La présence des navires portugais a aussi entraîné la baisse de la rigidité de la réglementation sur le commerce.
| ère de règne          | Region   | Region   | Region   | Region   | Region | Region    | Total |
| ère de règne          | Liaodong | Shandong | Jiangnan | Zhejiang | Fujian | Guangdong | Total |
| --------------------- | -------- | -------- | -------- | -------- | ------ | --------- | ----- |
| Hongwu (1358–1398)    | 1        | 7        | 5        | 21       | 3      | 9         | 46    |
| Jianwen (1399–1402)   |          |          |          | 2        |        |           | 2     |
| Yongle (1403–1424)    | 2        | 8        | 4        | 25       | 1      | 3         | 43    |
| Hongxi (1425)         |          |          |          |          |        |           | 0     |
| Xuande (1426–1435)    |          |          |          | 1        | 1      | 1         | 3     |
| Zhengtong (1436–1449) | 1        |          |          | 10       |        |           | 11    |
| Jingtai (1450–1456)   |          |          |          | 1        |        |           | 1     |
| Tianshun (1457–1464)  |          |          |          |          |        |           | 0     |
| Chenghua (1465–1487)  |          |          |          | 1        |        | 1         | 2     |
| Hongzhi (1488–1505)   |          |          |          |          |        | 1         | 1     |
| Zhengde (1506–1521)   |          | 1        |          |          |        | 1         | 2     |
| Jiajing (1522–1566)   |          | 5        | 207      | 192      | 158    | 39        | 601   |
| Longqing (1567–1572)  |          |          |          |          |        | 19        | 19    |
| Wanli (1573–1619)     |          | 1        |          | 5        |        | 9         | 15    |
| Total                 | Total    | Total    | Total    | Total    | Total  | Total     | 746   |

## Controverse sur les origines deswakō

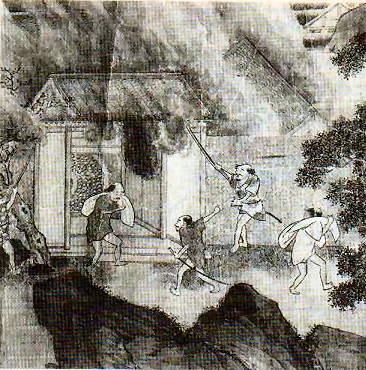
Attaque de wakō, peinture du XIVéme siècle

L'identité des wakō fait l'objet de débats, avec diverses théories sur la composition ethnique et l'origine nationale des équipages de pirates.
En 1966, le professeur Takeo Tanaka de l'Université de Tokyo émet l'hypothèse que les premiers wakō sont des Coréens vivant sur les îles situées en marge de l'archipel japonais qui servent de base arrière aux pirates. Pour valider sa thèse, il s’appuie sur les Annales de la dynastie Joseon. En effet, dans la section concernant le règne du roi Sejong, on trouve la transcription d'une discussion entre un vassal nommé Yi Sun-mong (hangeul : 이순몽; Hanja: 李順蒙, 1386–1449) et le monarque : « J'ai entendu dire qu'à la fin de la période du royaume Goryeo, les wakō ont errés (dans notre pays) et les paysans n'ont pas pu leur résister. Cependant seulement 1 ou 2 (attaques sur 10) ont été causés par de (vrais) Japonais. Certains de nos paysans portaient des vêtements japonais par imitation, formaient un groupe et causaient des troubles... Pour arrêter tous les maux, il n'y a rien de plus urgent que (de mettre en place) le Hopae,,». Cependant, Yi a vécu sous la dynastie Joseon et non la dynastie Goryeo. Son discours est probablement basé sur des rumeurs ou des légendes plutôt que des preuves documentées et solides. De plus, l'essentiel du discours de Yi se concentre sur la façon dont la sécurité nationale se détériorait à cette époque et à quel point elle nécessitait une attention particulière. Il est possible qu'il ait utilisé des informations peu fiables pour étayer son point de vue. C'est pour ces raisons que les autres chercheurs ne voient pas l'affirmation de Yi comme une source fiables sur les wakō. A contrario, le Goryeo-sa, qui est le traité historique officiel relatant l'histoire de la dynastie Goryeo, recense 529 raids de wakō au cours de la période 1223-1392 mais ne mentionne des « faux Japonais » seulement trois fois.
La théorie qui prévaut actuellement est celle de l'historien japonais Shōsuke Murai, qui démontre en 1988 que les premiers wakō sont issus de plusieurs groupes ethniques plutôt que d'une seule nation. Selon Murai, les wakō  sont des « hommes marginaux » vivant dans des zones politiquement instables, sans allégeance nationale. Les partisans de cette théorie soulignent que l'un des premiers dirigeants des wakō, Ajibaldo, a été désigné par des sources de l'époque comme étant tour à tour mongol, japonais, coréen et « insulaire »; son nom étant apparemment d'origine coréenne et mongole.

## Voir également
- Piraterie en mer de Chine
- God of War (film)
- Limahong